# Powiat Kamenz
Powiat Kamenz (niem. Landkreis Kamenz, głuż. wokrjes Kamjenc) – były powiat w rejencji Drezno, w niemieckim kraju związkowym Saksonia.
1 sierpnia 2008 powiat został włączony do powiatu Budziszyn.
Stolicą powiatu Kamenz był Kamenz.

## Podział administracyjny
(ludność z 31 grudnia 2006)
| Miasta 1. Bernsdorf – łuż. Njedźichow (6.409) 2. Elstra – łuż. Halštrow (3.062) 3. Großröhrsdorf (7.174) 4. Kamenz – łuż. Kamjenc (18.009) 5. Lauta – łuż. Łuty (9.760) 6. Königsbrück – łuż. Kinspork (4.622) 7. Pulsnitz – łuż. Połčnica (6.531) 8. Radeberg – łuż. Rado Hóra (18.623) 9. Wittichenau – łuż. Kulow (6.168) Wspólnoty administracyjne i związki gmin - Związek gmin Am Klosterwasser; gminy Crostwitz, Nebelschütz, Panschwitz-Kuckau (siedziba), Räckelwitz i Ralbitz-Rosenthal - Wspólnota administracyjna Bernsdorf; gmina Bernsdorf i Wiednitz - Wspólnota administracyjna Großröhrsdorf; gmina Bretnig-Hauswalde i Großröhrsdorf - Wspólnota administracyjna Kamenz-Schönteichen; gmina Kamenz i Schönteichen - Wspólnota administracyjna Königsbrück; gminy Königsbrück, Laußnitz i Neukirch - Wspólnota administracyjna Pulsnitz; gminy Großnaundorf, Lichtenberg, Oberlichtenau, Ohorn, Pulsnitz i Steina | Gminy 1. Arnsdorf (4.837) 2. Bretnig-Hauswalde (3.189) 3. Crostwitz (1.144) 4. Elsterheide (3.920) 5. Großnaundorf (1.067) 6. Haselbachtal (4.582) 7. Laußnitz (2.046) 8. Lichtenberg (1.736) 9. Lohsa (6.042) 10. Nebelschütz (1.237) 11. Neukirch (1.768) 12. Oberlichtenau (1.472) 13. Ohorn (2.523) 14. Oßling (2.576) 15. Ottendorf-Okrilla (10.094) 16. Panschwitz-Kuckau (2.198) 17. Räckelwitz (1.230) 18. Ralbitz-Rosenthal (1.810) 19. Schönteichen (2.358) 20. Schwepnitz (2.738) 21. Spreetal (2.223) 22. Steina (1.801) 23. Wachau (4.511) 24. Wiednitz (1.040) |